# Международный турнир Wildcard по League of Legends 2014
IWC Gamescom 2014 и IWC PAX Prime 2014 являлись событиями 2-го по счёту отборочного турнира на Чемпионат мира по League of Legends для победителей летних сплитов неосновных региональных соревнований. Игры турнира IWC Gamescom 2014 проходили 13 и 14 августа 2014 года в Кёльнской торговой ярмарке, единственная серия матчей IWC PAX Prime 2014 была сыграна в Бостонском выставочном зале 30 августа 2014 года.

## Участники
Представители СНГ, Турции и Океании разыгрывали одну путёвку на Чемпионат мира по League of Legends 2014 на турнире IWC Gamescom 2014. Победитель турнира IWC PAX Prime 2014, участниками которого были 2 команды из Латинской Америки, также получал место на League of Legends World Championship 2014.
| Турнир        | Лига                        | Команда        |
| ------------- | --------------------------- | -------------- |
| IWC Gamescom  | SLTV StarSeries             | Russian Force1 |
| IWC Gamescom  | Turkish Championship League | Dark Passage   |
| IWC Gamescom  | Oceanic Championship        | Legacy eSports |
| IWC PAX Prime | Circuito Brasileiro         | KaBuM e-Sports |
| IWC PAX Prime | Copa Latinoamérica          | PEX Team       |

1 — «Russian Force» заменили изначально квалифицировавшуюся на турнир команду «Hard Random»

## IWC Gamescom
Игры Групповой стадии IWC Gamescom 2014 состоялись 13 августа 2014 года. По её результатам в финал турнира вышли команды «Dark Passage» и «Legacy eSports».

### Групповая стадия
| # | Команда        | В | П |
| - | -------------- | - | - |
| 1 | Dark Passage   | 3 | 1 |
| 2 | Legacy eSports | 3 | 1 |
| 3 | Russian Force  | 0 | 4 |

### Финал
14 августа 2014 года была сыграна финальная серия турнира IWC Gamescom. Она проводилась до трёх побед одной из команд. Победу одержала команда «Dark Passage» из Turkish Championship League.
| 14 августа 2014 года 12:00 UTC+3 | \| Dark Passage[тур.] \| 3:0 \| Legacy eSports \| | Gamescom 2014  |
| Dark Passage                     | 3:0                                               | Legacy eSports |

## IWC PAX Prime
30 августа 2014 года в рамках единственной серии матчей до трёх побед турнира IWC PAX Prime встречу провели команды «PEX» и «KaBuM e-Sports». Победу в серии за выход в групповую стадию Чемпионата мира по League of Legends 2014 со счётом 0:3 одержали «KaBuM e-Sports», представляющие Circuito Brasileiro de League of Legends.
| 30 августа 2014 года 3:00 UTC+3 | \| PEX Team \| 0:3 \| KaBuM e-Sports \| | PAX Prime 2014 |
| PEX Team                        | 0:3                                     | KaBuM e-Sports |